# Fayçal Hamdani
Fayçal Hamdani (ar. فيصل حمداني, ur. 13 lipca 1970) – algierski piłkarz grający na pozycji obrońcy.

## Kariera klubowa
Swoją karierę piłkarską Hamdani rozpoczął w klubie WA Boufarik. W 1989 roku zadebiutował w jego barwach w pierwszej lidze algierskiej. W 1990 roku przeszedł do MC Algier i grał w nim do 1993 roku. W 1993 roku wrócił do WA Boufarik, a w 1996 roku został zawodnikiem USM Algier. Wraz z USM wywalczył mistrzostwo kraju w sezonie 2001/2002 oraz zdobył Puchar Algierii w sezonie 2000/2001. W latach 2002–2006 grał w WA Boufarik, a karierę kończył w 2007 roku w klubie CR Zaouia.

## Kariera reprezentacyjna
W reprezentacji Algierii Hamdani zadebiutował 3 kwietnia 1991 roku w zremisowanym 2:2 towarzyskim meczu z Marokiem. W 1996 roku został powołany do kadry na Puchar Narodów Afryki 1996. Wystąpił na nim w czterech spotkaniach: z Zambią (0:0), ze Sierra Leone (2:0), z Burkina Faso (2:0) i ćwierćfinale z Republiką Południowej Afryki (1:2).
W 1998 roku Hamdani był w kadrze Algierii na Puchar Narodów Afryki 1998. Nie wystąpił na nim w żadnym meczu. W kadrze narodowej od 1993 do 1999 roku rozegrał 28 spotkań.